# Behiç Erkin
Behiç Erkin (né le 5 avril 1876 à Constantinople et mort le 11 novembre 1961) est un militaire, directeur général de l'entreprise ferroviaire nationale turque (TCDD), ministre et diplomate turc. 

## Biographie
Erkin nait à Constantinople. Son père, Ömer Fevzi Pascha, est un officier de l'armée ottomane. En 1903, après avoir fréquenté une école militaire, il entre dans la 3e armée à Thessalonique. Dès 1907, Mustafa Kemal Atatürk est sous ses ordres. 
En 1917 il est envoyé en Azerbaïdjan pour y établir une armée régulière. Pour tous ses mérites pendant la Première Guerre mondiale, il reçoit la Croix de fer ainsi que d'autres décorations allemandes.
Pendant la guerre de la libération de la Turquie, de 1919 à 1923 il soutient les idées de Kemal Atatürk. Pour l'aider, il lui fournit des armes volées aux forces d'occupation britanniques. En 1920, il part en Anatolie pour s'installer à Eskişehir, nœud ferroviaire important, comme directeur général de l'entreprise ferroviaire national turque. Sa fonction lui permet de faire transporter et de ravitailler des forces de la résistance. Il est décoré pour son engagement dans la guerre de la libération. 
À partir de 1934 tous les citoyens turcs sont obligés de porter aussi un nom de famille. Behiç reçoit son nom directement de Kemal Atatürk. La signification de son nom, Erkin, est « indépendant »".
Il reste directeur du chemin de fer turc jusqu'en 1926. Entre janvier 1926 et août 1928 il est ministre des travaux publics. Après, il commence à travailler comme diplomate en différents endroits. En 1939, il est envoyé auprès de l'ambassade de Paris. Là il peut aider beaucoup de citoyens juifs d'origine ottomane en leur fournissant des papiers d'identité turcs. Jusqu'en 1943, il sauve 20 000 Juifs grâce à l'aide de Necdet Kent, le consul général de Marseille. Pour son engagement contre la déportation des Juifs, il a été nommé chevalier de la Légion d'honneur[réf. nécessaire]. 
En 1927, il est l'un des membres fondateurs du service secret turc Milli Emniyet Hizmeti.
Behiç Erkin meurt en 1961. Il est enterré, suivant son vœu, à Eskişehir. 
Le 1er novembre 2005, il est honoré, comme tous les diplomates turcs qui ont empêché la déportation des juifs séfarades, par la Fondation internationale Raoul Wallenberg dans le cadre d'une cérémonie commémorative à New York[réf. nécessaire].

## Filmographie
- (fr) Turkish Passport (2011) www.theturkishpassport.com
- (en) Desperate Hours (2005).